# Live from Madison Square Garden
Live From Madison Square Garden è il nono album live di Eric Clapton, si tratta un box set live costituito da 2 CD/2 DVD di Eric Clapton e Steve Winwood; è stato realizzato il 19 maggio 2009. L'album è costituito dalla performance registrata al Madison Square Garden di New York nel febbraio 2008.
Questa serie di concerti registrati al Madison Square Garden non è attribuita a una riunione dei Blind Faith vista la presenza di quasi tutte le canzoni contenute nell'album di debutto pubblicato nel 1969 dal supergruppo inglese, infatti oltre alle canzoni dei Blind Faith l'album è composto da canzoni di altri gruppi famosi dei quali hanno fatto parte Eric Clapton e Steve Winwood quali Traffic, Derek and the Dominos, materiale tratto dalla carriera solista di Clapton e due cover di Jimi Hendrix.

## Tracce

### Disco Uno
1. "Had to Cry Today" (Steve Winwood) – 7:47
2. "Low Down" (J.J. Cale) – 4:10
3. "Them Changes" (Buddy Miles) – 5:10
4. "Forever Man" (Jerry Williams) – 3:33
5. "Sleeping in the Ground" (Sam Myers) – 4:50
6. "Presence of the Lord" (Eric Clapton) – 5:23
7. "Glad" (Steve Winwood) – 4:13
8. "Well All Right" (Jerry Allison/Buddy Holly/Joe Mauldin/Norman Petty) – 5:35
9. "Double Trouble" (Otis Rush) – 8:06
10. "Pearly Queen" (Jim Capaldi/Steve Winwood) – 6:10
11. "Tell the Truth" (Eric Clapton/Robert Whitlock) – 6:42
12. "No Face, No Name, No Number" (Jim Capaldi/Steve Winwood) – 4:09

### Disco Due
1. "After Midnight" (J.J. Cale) – 4:45
2. "Split Decision" (Joe Walsh/Steve Winwood) – 6:25
3. "Rambling on My Mind" (Robert Johnson) – 4:01
  - Eric Clapton only
4. "Georgia on My Mind" (Hoagy Carmichael/Stuart Gorrell) – 5:05
  - Steve Winwood only
5. "Little Wing" (Jimi Hendrix) – 6:42
6. "Voodoo Chile" (Jimi Hendrix) – 16:23
7. "Can't Find My Way Home" (Steve Winwood) – 5:33
8. "Dear Mr. Fantasy" (Jim Capaldi/Steve Winwood/Chris Wood) – 7:41
9. "Cocaine" (J.J. Cale) – 6:41

## Lista Tracce (DVD)

### Disco Uno
1. "Had to Cry Today"
2. "Them Changes"
3. "Forever Man"
4. "Sleeping in the Ground"
5. "Presence of the Lord"
6. "Glad"
7. "Well All Right"
8. "Double Trouble"
9. "Pearly Queen"
10. "Tell the Truth"
11. "No Face, No Name, No Number"
12. "After Midnight"
13. "Split Decision"
14. "Rambling on My Mind"
  - Eric Clapton solo performance
15. "Georgia on My Mind"
  - Steve Winwood solo performance
16. "Little Wing"
17. "Voodoo Chile"
18. "Can't Find My Way Home"
19. "Dear Mr. Fantasy"
20. "Cocaine"

### Disco Due
- Documentario: The Road to Madison Square Garden
- Documentario: Rambling on My Mind (includes Eric Clapton at soundcheck performing "Rambling on My Mind")
- Bonus Performances: Low Down, Kind Hearted Woman, Crossroads

## Charts
| Classifica (2009)                    | Posizioni più alte |
| ------------------------------------ | ------------------ |
| Belgian Albums Classifica (Flanders) | 64                 |
| Belgian Albums Classifica (Wallonia) | 68                 |
| Dutch Albums Chart                   | 60                 |
| French Albums Chart                  | 34                 |
| Italian Albums Chart                 | 13                 |
| Norwegian Albums Chart               | 31                 |
| Swedish Albums Chart                 | 44                 |